# Lowell Mason

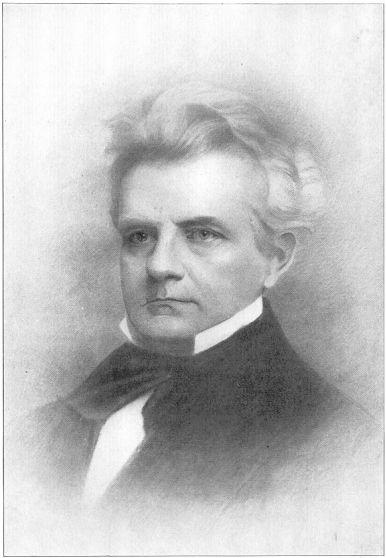
Lowell Mason

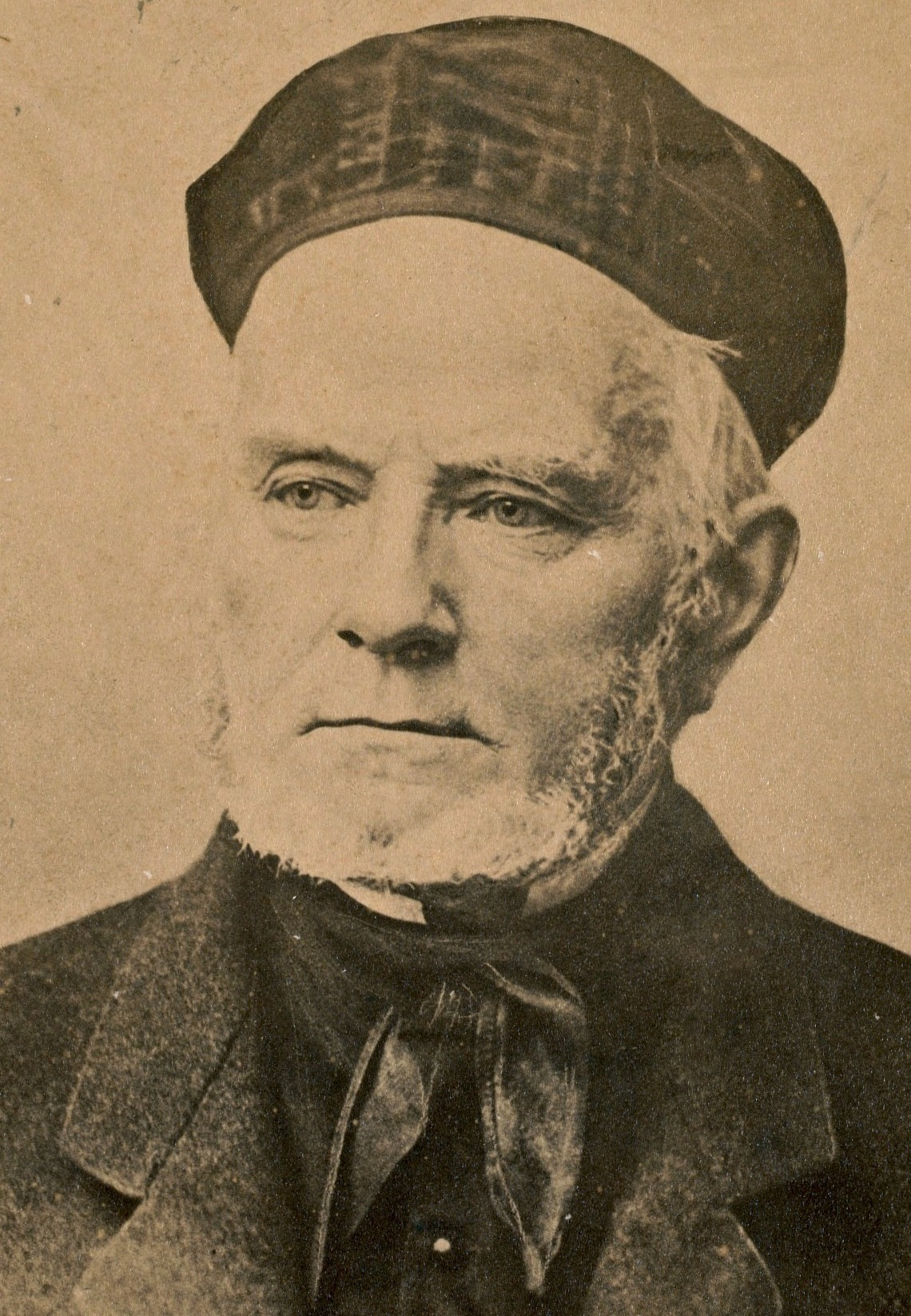
Altersporträt

Lowell Mason (* 8. Januar 1792 in Medfield, Massachusetts; † 11. August 1872 in Orange, New Jersey) war ein US-amerikanischer Komponist und Musikpädagoge und gilt als bedeutender Reformer der Kirchen- und Schulmusik.

## Leben
Mason leitete bereits mit 16 Jahren den Kirchenchor und mit 18 Jahren das Orchester seiner Heimatstadt. 1815 wurde er Organist und Chorleiter an der presbyterianischen Kirche von Savannah. 1817 kam Friedrich Ludwig Abel, ein Großneffe Carl Friedrich Abels, nach Savannah. Von ihm erhielt er bis zu dessen Tod an Gelbfieber 1820 Unterricht in Harmonielehre und Komposition. 1827 wurde er in Boston Direktor der Handel and Haydn Society und wirkte als Kirchenmusikdirektor. Gemeinsam mit George J. Webb gründete er 1832 die Bostoner Musikakademie, an der nach den Prinzipien von Pestalozzi unterrichtet wurde.
Mason komponierte und bearbeitete über eintausendfünfhundert Kirchenlieder, darunter so bekannte wie Nearer, My God, to Thee, My Faith Looks Up to Thee und From Greenland's Icy Mountains. Sein Sohn Henry Mason (1831–1890) gründete eine der ersten Orgelbau- und Klavierbaufirmen der USA, sein Sohn William Mason (1829–1908) war ein bedeutender Konzertpianist und Klavierlehrer, der Komponist Daniel Gregory Mason (1873–1953) war sein Enkel.